# Maurusa
Maurusa (Maurussa) ist eine osttimoresische Aldeia im Suco Seloi Malere (Verwaltungsamt Aileu, Gemeinde Aileu). 2015 lebten in der Aldeia 1115 Menschen.

## Geographie und Einrichtungen
Die Aldeia Maurusa liegt im Westen des Sucos Seloi Malere. Östlich befindet sich die Aldeia Taratihi. Im Norden grenzt Maurusa an den Suco Seloi Craic, im Westen an den Suco Hoholau und im Süden an den Suco Liurai. Der Kuralalan hat seinen Ursprung im Norden von Maurusa und fließt nach Osten nach Taratihi ab. Er gehört zum Flusssystem des Nördlichen Laclós. An der Straße, die die Aldeia Maurusa durchquert liegt im Westen das Dorf Hatuhein und im Osten das Dorf Maurusa, dessen Ostteil in der Aldeia Taratihi liegt.
Im Westteil des Dorfes Maurusa befinden sich die Grundschule Maurusa und die Zentrale Grundschule Dom Baumeta Suco Liurai sowie das Hospital Maurusa.

## Politik
2023 wurde Manuel Amaral zum Chefe de Aldeia gewählt.